# Acanthamunnopsis hystrix
Acanthamunnopsis hystrix är en kräftdjursart som beskrevs av Schultz 1978. Acanthamunnopsis hystrix ingår i släktet Acanthamunnopsis och familjen Munnopsidae. Inga underarter finns listade i Catalogue of Life.